# Szaróni-szigetek
A Szaróni-szigetek a görög szigetvilágban helyezkedik el Athénhoz legközelebb a Szaróni-öbölben. Az öblöt Argoszi Szarónról, a mitológiai királyról nevezték el.

## Fekvése
A legnagyobbat, Szalamiszt már a görög főváros tágabb agglomerációjába sorolják. Ejina (Aigina), a pisztácia szigete szintén elég közel van, sok athéninak van itt hétvégi háza. Kedvelt turistacélpont, Agkísztri, Methana és akárcsak Pórosz. Ídra a művészek és a gazdagok szigete, ahonnan a motoros járművek ki vannak tiltva. A csoport legdélebbi tagja Szpécesz, itt a legjobb a tengerpart.

## Története
A szigetek meghatározó szerepet játszottak az 1821-ben kirobbant görög szabadságharcban, amelyben Görögország kivívta függetlenségét az Oszmán Birodalomtól.
A szigetcsoporton az ejinai Aphaia templomon kívül nincs jelentősebb ókori rom.